# 黒潮スプリンターズカップ
黒潮スプリンターズカップ（くろしおスプリンターズカップ）は、高知県競馬組合が高知競馬場で施行する地方競馬の重賞競走である。

## 概要
1997年サラ系古馬及び当時4歳（現在3歳）の重賞として開催され2001年に古馬限定重賞となり、同年を最後に開催されていなかったが、2008年高知競馬場で唯一のダートグレード競走レースだった黒船賞の開催中止に伴い、7年ぶりにこのレースが実施された。なお、2009年以後は黒船賞が開催されており（2011年は地震の影響で中止）、同年以後このレースは黒船賞の選考競走として1300mで施行されている。

### 条件・賞金等（2025年）
出走条件・資格
サラブレッド系4歳以上。地方全国交流。高知所属馬は直近の所属してから1走以上、他地区所属馬は昨年1月1日から本年1月17日までの間に重賞5着以内の成績が必要。
- 出走枠は他地区所属8頭（同一馬主または同一厩舎は2頭以下）、高知所属4頭と定められている。なお、他地区所属馬が8頭に達しなければ高知所属枠がその分拡大される。

負担重量
定量で57kg、牝馬2kg減。
賞金額
1着1200万円、2着420万円、3着240万円、4着180万円、5着120万円、6着以下50万円。
副賞
株式会社テレビ高知社長賞、高知県馬主協会会長賞。
優先出走権付与
優勝馬には黒船賞の出走権が付与される。

## 歴代優勝馬
| 回数   | 施行日         | 距離  | 優勝馬             | 性齢  | 所属 | タイム | 優勝騎手 | 管理調教師 | 馬主                         |
| ------ | -------------- | ----- | ------------------ | ----- | ---- | ------ | -------- | ---------- | ---------------------------- |
| 第1回  | 1997年11月9日  | 1400m | マサミネオー       | 牡6   | 高知 | 1:30.2 | 鷹野宏史 | 山岡恒一   | 宮田靜喜                     |
| 第2回  | 1998年11月29日 | 1400m | メイショウタイカン | 牡9   | 高知 | 1:30.4 | 赤岡修次 | 濱田隆憲   | 山本晴雄                     |
| 第3回  | 1999年11月21日 | 1400m | ナムラコクオー     | 牡8   | 高知 | 1:27.7 | 中越豊光 | 松下博昭   | 宮田靜喜                     |
| 第4回  | 2001年1月28日  | 1400m | ウォーターダグ     | 牡7   | 高知 | 1:28.4 | 西川敏弘 | 大関吉明   | 山岡良一                     |
| 第5回  | 2008年2月17日  | 1400m | マリスブラッシュ   | 牡7   | 高知 | 1:32.1 | 明神繁正 | 田中譲二   | 西森鶴                       |
| 第6回  | 2009年2月1日   | 1300m | マリスブラッシュ   | 牡8   | 高知 | 1:24.1 | 目迫大輔 | 田中譲二   | 西森鶴                       |
| 第7回  | 2010年2月5日   | 1300m | ポートジェネラル   | 牡7   | 高知 | 1:24.0 | 赤岡修次 | 雑賀正光   | 東光明生                     |
| 第8回  | 2011年2月4日   | 1300m | ナロウエスケープ   | 牝4   | 高知 | 1:24.5 | 中西達也 | 炭田健二   | 西森鶴                       |
| 第9回  | 2012年2月10日  | 1300m | タンゴノセック     | 牡8   | 高知 | 1:22.9 | 赤岡修次 | 田中守     | 古賀慎一                     |
| 第10回 | 2013年2月3日   | 1300m | コスモワッチミー   | 牡5   | 高知 | 1:23.7 | 赤岡修次 | 田中守     | 鈴木秀敏                     |
| 第11回 | 2014年2月2日   | 1300m | ファイアーフロート | 牡8   | 高知 | 1:21.3 | 赤岡修次 | 松木啓助   | 岡林英雄                     |
| 第12回 | 2015年2月1日   | 1300m | マウンテンダイヤ   | 牡7   | 高知 | 1:21.6 | 岡村卓弥 | 炭田健二   | 吉田泰男                     |
| 第13回 | 2016年1月31日  | 1300m | スクワドロン       | 牡6   | 高知 | 1:22.0 | 西川敏弘 | 雑賀正光   | 宮崎忠比古                   |
| 第14回 | 2017年2月5日   | 1300m | カッサイ           | 牡6   | 高知 | 1:22.3 | 永森大智 | 雑賀正光   | 小菅誠                       |
| 第15回 | 2018年2月4日   | 1300m | セトノプロミス     | 牡8   | 高知 | 1:23.9 | 三村展久 | 松木啓助   | 中山純子                     |
| 第16回 | 2019年2月3日   | 1300m | サクラレグナム     | 牡10  | 高知 | 1:21.7 | 赤岡修次 | 田中守     | 谷岡真喜                     |
| 第17回 | 2020年2月2日   | 1300m | スペルマロン       | セン6 | 高知 | 1:23.9 | 倉兼育康 | 別府真司   | 西森功                       |
| 第18回 | 2021年1月31日  | 1300m | サクラレグナム     | 牡12  | 高知 | 1:23.5 | 赤岡修次 | 田中守     | 谷岡真喜                     |
| 第19回 | 2022年1月30日  | 1300m | イグナイター       | 牡4   | 兵庫 | 1:22.6 | 田中学   | 新子雅司   | 野田善己                     |
| 第20回 | 2023年1月29日  | 1300m | イグナイター       | 牡5   | 兵庫 | 1:20.7 | 田中学   | 新子雅司   | 野田善己                     |
| 第21回 | 2024年1月28日  | 1300m | ヘルシャフト       | 牡7   | 高知 | 1:24.9 | 吉原寛人 | 打越勇児   | (株)カナヤマホールディングス |
| 第22回 | 2025年2月2日   | 1300m | コパノリッチマン   | 牡8   | 高知 | 1:23.2 | 赤岡修次 | 田中守     | 小林祥晃                     |

### 各回競走結果の出典
- 黒潮スプリンターズカップ　歴代優勝馬-地方競馬全国協会
- JBISサーチ
  - 1997年，1998年，1999年，2001年，2008年，2009年，2010年，2011年，2012年，2013年，2014年，2015年，2016年，2017年，2018年，2019年，2020年，2021年，2022年，2023年，2024年，2025年